# Loretta Swit

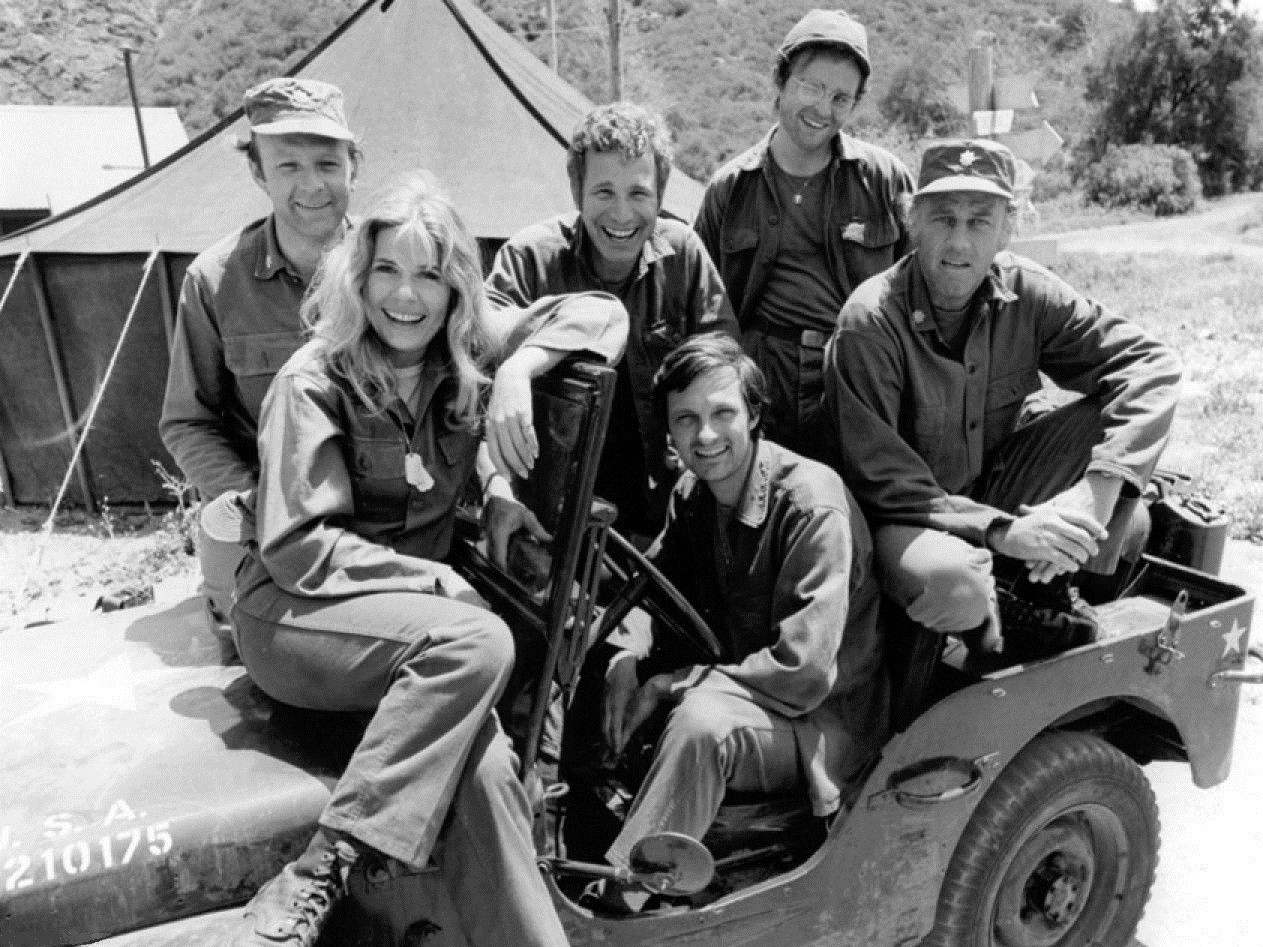
Cast van M*A*S*H met Loretta Swit op de motorkap

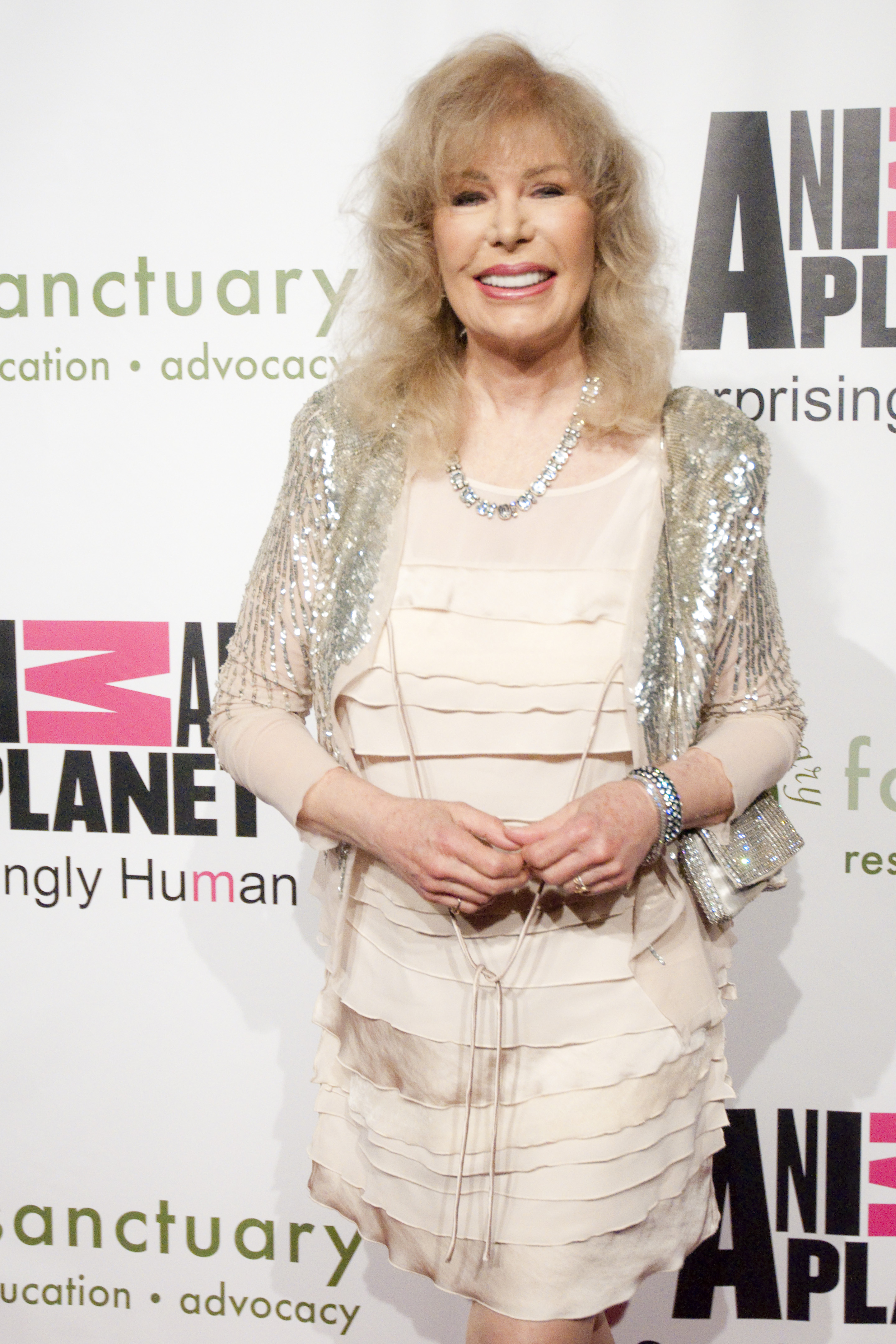
Loretta Swit in 2011

Loretta Jane Swit (Passaic (New Jersey), 4 november 1937 – New York, 30 mei 2025) was een Amerikaans actrice. 

## Loopbaan
Swit was vooral bekend door haar rol als majoor Margaret Houlihan (Hot Lips) in de Amerikaanse televisieserie M*A*S*H. Ze nam de rol over van Sally Kellerman, die het personage in de eerdere film vertolkt had. Swit was van 1972 tot 1983 in 240 van de in totaal 251 afleveringen van M*A*S*H te zien. Zij en collega-acteur Alan Alda waren de enigen die zowel in de eerste als in de laatste aflevering zaten. Voor haar rol werd ze tien keer op rij genomineerd voor de Emmy Award voor beste vrouwelijke bijrol in een komedieserie. Ze won deze onderscheiding in 1980 en 1982.
Ze was onder meer te zien in de films Freebie and the Bean (1974), Race With the Devil (1975), S.O.B. (1981), A Killer Among Friends (1992) en BoardHeads (1998). In 1981 vertolkte ze samen met Tyne Daly de hoofdrollen in de pilot van de televisieserie Cagney & Lacey. Omdat ze nog verbonden was aan M*A*S*H moest ze deze rol aan zich voorbij laten gaan. Swit vervulde gastrollen in een uiteenlopende televisieseries, zoals Hawaii Five-O, The Love Boat en Murder, She Wrote.
Jim Henson zou bij de creatie van Miss Piggy inspiratie hebben geput uit het personage van Swit in M*A*S*H. Ze was geregeld te gast in The Muppet Show.

## Privéleven
Ze werd geboren als Loretta Jane Szwed, dochter van Poolse migranten. Haar ouders veramerikaniseerden de achternaam naar Swit. 
Swit was van 1983 tot 1995 getrouwd met acteur en advocaat Dennis Holahan. Ze speelden samen in een aflevering in het laatste seizoen van M*A*S*H. Ze was een dierenactivist. Rond 1981 werd ze veganistisch, nadat ze daarvoor al vegetarisch was. Ze overleed in 2025 op 87-jarige leeftijd in haar woning in Manhattan, een stadsdeel in New York.

## Filmografie
- Hawaii Five-O (televisieserie) - Anna Schroeder (afl. A Thousand Pardons -- You're Dead!, 1969)
- Mannix (televisieserie) - Dorothy Harker (afl. Only One Death to a Customer, 1970)
- Mission: Impossible (televisieserie) - Midge Larson (afl. Homecoming, 1970)
- Gunsmoke (televisieserie) - Belle Clark (afl. The Pack Rat, 1970)
- Hawaii Five-O (televisieserie) - Wanda Russell (afl. Three Dead Cows at Makapuu: Part 1 & 2, 1970)
- Mannix (televisieserie) - Jill Packard (afl. Figures in a Landscape, 1970)
- Gunsmoke (televisieserie) - Donna (afl. Snow Train: Part 1 & 2, 1970)
- Cade's County (televisieserie) - Ginny Lomax (afl. Homecoming, 1971)
- The Bold Ones: The New Doctors (televisieserie) - Rosalyn (afl. The Convicts, 1971)
- Deadhead Miles (1972) - Vrouw met glazen oog
- Hawaii Five-O (televisieserie) - Betty (afl. Bait Once, Bait Twice, 1972)
- Fireball Forward (televisiefilm, 1972) - Verpleegster (niet op aftiteling)
- Love, American Style (televisieserie) - Doris (afl. Love and the Pick-Up Fantasy, 1972)
- Bonanza (televisieserie) - Ellen Sue Greely (afl. A Visit to Upright, 1972)
- Stand Up and Be Counted (1972) - Hilary McBride
- Ironside (televisieserie) - Sally Pearson (afl. Ollinger's Last Case, 1973)
- Shirts/Skins (televisiefilm, 1973) - Linda Bush
- Love, American Style (televisieserie) - Rol onbekend (afl. Love and the Locksmith, 1973)
- Petrocelli (televisieserie) - Ella Knox (afl. By Reason of Madness, 1974)
- Freebie and the Bean (1974) - Meyer's vrouw
- The Last Day (televisiefilm, 1975) - Daisy
- It's a Bird, It's a Plane, It's Superman (televisiefilm, 1975) - Sydney
- Race with the Devil (1975) - Alice Stewart
- Good Heavens (televisieserie) - Maxine (afl. Good Neighbor Maxine, 1976)
- The Hostage Heart (televisiefilm, 1977) - Chris LeBlanc
- The Love Boat (televisieserie) - Terry (afl. Ex Plus Y/Graham and Kelly/Goldenagers, 1977)
- The Love Boat (televisieserie) - Miss Mishancov (afl. Accidental Cruise/The Song Is Ended/A Time for Everything/Anoushka, 1978)
- Supertrain (televisieserie) - Alice Phillips (afl. Hail to the Chief, 1979)
- Mirror, Mirror (televisiefilm, 1979) - Sandy McLaren
- Friendships, Secrets and Lies (televisiefilm, 1979) - B.J.
- Valentine (televisiefilm, 1979) - Emily
- The Big Show (televisieserie) - Presentatrice (episode 1.6, 1980)
- The Love Tapes (televisiefilm, 1980) - Samantha Young
- S.O.B. (1981) - Polly Reed
- Cagney & Lacey (televisiefilm, 1981) - Det. Christine Cagney
- The Kid from Nowhere (televisiefilm, 1982) - Caroline Baker
- Games Mother Never Taught You (televisiefilm, 1982) - Laura Bentells
- The Best Christmas Pageant Ever (televisiefilm, 1983) - Grace Bradley
- M*A*S*H (televisieserie) - Maj. Margaret 'Hot Lips' Houlihan (237 afl., 1972-1983)
- First Affair (televisiefilm, 1983) - Jane Simon
- The Love Boat (televisieserie) - Kathy Ross (afl. My Mother, My Chaperone/The Present/The Death and Life of Sir Alfred Demerest/Welcome Aboard: Part 1 & 2, 1984)
- The Execution (televisiefilm, 1985) - Marysia Walenka
- Beer (1985) - B.D. Tucker
- Whoops Apocalypse (1986) - President Barbara Adams
- Miracle at Moreaux (televisiefilm, 1986) - Sister Gabrielle
- Dreams of Gold: The Mel Fisher Story (televisiefilm, 1986) - Deo Fisher
- 14 Going on 30 (televisiefilm, 1988) - Rol onbekend
- My Dad Can't Be Crazy... Can He? (televisiefilm, 1989) - Wanda Karpinsky
- A Matter of Principle (televisiefilm, 1990) - Rol onbekend
- Hell Hath No Fury (televisiefilm, 1991) - Rol onbekend
- Batman: The Animated Series (televisieserie) - Dr. Marcia Cates (afl. Mad as a Hatter, 1992, stem)
- The Big Battalions (miniserie, 1992) - Cora Lynne
- A Killer Among Friends (televisiefilm, 1992) - Det. Patricia Staley
- Murder, She Wrote (televisieserie) - Kim Mitchell (afl. Portrait of Death, 1994)
- Burke's Law (televisieserie) - Evelyn Turner (afl. Who Killed the Sweet Smell of Success?, 1995)
- Forest Warrior (1996) - Shirley
- Diagnosis Murder (televisieserie) - Maggie Dennings (afl. Drill for Death, 1998)
- Beach Movie (1998) - Mrs. Jones
- The Fourth Annual TV Land Awards: A Celebration of Classic TV (televisiefilm, 2006) - Maj. Margaret 'Hot Lips' Houlihan ('Grey Anatomy' Sketch)